# Annie Award
Der Annie Award ist ein Filmpreis, der seit 1972 jährlich von der Abteilung der Association internationale du film d’animation (ASIFA) in Hollywood für besondere Leistungen im Bereich Animation vergeben wird.
Die Trophäe ist in Form eines funktionsfähigen Zoetrops gehalten und soll damit auf die Ursprünge der Animationsfilmtechnik verweisen.

## Geschichte
Die Annie Awards gehen auf eine Idee June Forays zurück. Die Synchronsprecherin, die die amerikanische Dependance der ASIFA mit begründet hatte, wollte damit verdiente und in Vergessenheit geratene Persönlichkeiten der Animationsbranche ehren. Der erste Preis wurde im November 1972 bei einem festlichen Bankett an die Brüder Dave und Max Fleischer verliehen. Bei der nächsten Preisverleihung wurde die von Tom Woodward entworfene Trophäe zum ersten Mal vergeben. 1974 wurde der Preis erstmals unter dem Namen Winsor McCay Award vergeben. Seit 1992 wurden die Annie Awards um verschiedene Kategorien erweitert.
Im August 2010 gaben Disney und Pixar bekannt, in Zukunft ihre Filme nicht mehr für den Wettbewerb einzureichen und sich als Sponsor der Veranstaltung zurückzuziehen. Als Grund wurden Unstimmigkeiten beim Auswahlverfahren genannt. Bereits im nächsten Jahr zog Disney/Pixar seinen Boykott zurück.

## Preiskategorien
Die Auszeichnung wird in verschiedenen Kategorien vergeben, wobei die Kategorie „Best Animated Feature“ (Bester Animationsfilm) als „Königsklasse“ gilt. Neben Auszeichnungen für einzelne Arbeiten beziehen sich andere auf persönliche Einzelleistungen in den Produktionen. Die Kategorien haben sich teilweise im Laufe der Zeit immer wieder geändert.

### Produktionen
| Kategorie (englisch)                                        | Kategorie (deutsch)                                       | Verleihung                                        |
| ----------------------------------------------------------- | --------------------------------------------------------- | ------------------------------------------------- |
| Best Animated Feature                                       | Bester Animationsfilm                                     | seit 1992                                         |
| Best Animated Television Commercial                         | Beste animierte Fernsehwerbung                            | seit 1992, nicht 1996 und 2012                    |
| Best Animated Television Production (for General Audiences) | Beste animierte Fernsehproduktion                         | seit 1992                                         |
| Best Animated Home Entertainment Production                 | Beste animierte Heimkino-Produktion                       | 1994 – 2009                                       |
| Best Animated Video Game                                    | Bestes animiertes Computerspiel                           | 1994, 1995, 1998 – 2000, 2005 – 2008, 2010 – 2015 |
| Best Animated Short Subject                                 | Bester animierter Kurzfilm                                | seit 1995                                         |
| Best Television Production for Children                     | Beste animierte Fernsehproduktion für Kinder              | 1998, 2000 – 2003, seit 2007                      |
| Best Animated Special Production                            | Beste animierte Sonderproduktion                          | seit 2011                                         |
| Best Television Production for Preschool Children           | Beste animierte Fernsehproduktion für Kindergarten-Kinder | seit 2011                                         |
| Best Student Film                                           | Bester Abschlussfilm                                      | seit 2012                                         |
| Best Animated Independent Feature                           | Bester Independent-Animationsfilm                         | seit 2015                                         |
| Best Virtual Reality Production                             | Beste Virtual-Reality-Produktion                          | seit 2018                                         |

### Einzelleistungen

#### Im Film
| Kategorie                                     | für                                                   |
| --------------------------------------------- | ----------------------------------------------------- |
| Outstanding Production Design                 | Hervorragendes Produktionsdesign                      |
| Outstanding Voice Acting                      | Hervorragende Synchronisation eines Charakters        |
| Outstanding Writing                           | Hervorragendes Drehbuch                               |
| Outstanding Storyboarding                     | Hervorragendes Storyboarding                          |
| Outstanding Character Animation – Animation   | Hervorragende Character Animation in Animationsfilmen |
| Outstanding Music                             | Hervorragende Musik                                   |
| Outstanding Producing                         | Hervorragende Produktion                              |
| Outstanding Directing                         | Hervorragende Regie                                   |
| Outstanding Animated Effects                  | Hervorragende animierte Effekte                       |
| Outstanding Character Design                  | Hervorragendes Charakterdesign                        |
| Outstanding Character Animation – Live Action | Hervorragende Character Animation in Realfilmen       |
| Outstanding Editorial                         | Hervorragender Schnitt                                |

#### Im Fernsehen oder anderen Medien
| Kategorie                                    | für                                                      |
| -------------------------------------------- | -------------------------------------------------------- |
| Outstanding Character Animation – TV/Media   | Hervorragende Character Animation in Fernsehproduktionen |
| Outstanding Character Animation – Video Game | Hervorragende Character Animation in Computerspielen     |
| Outstanding Animated Effects                 | Hervorragende animierte Effekte                          |
| Outstanding Character Design                 | Hervorragendes Charakterdesign                           |
| Outstanding Directing                        | Hervorragende Regie                                      |
| Outstanding Music                            | Hervorragende Musik                                      |
| Outstanding Production Design                | Hervorragendes Produktionsdesign                         |
| Outstanding Storyboarding                    | Hervorragendes Storyboarding                             |
| Outstanding Voice Acting                     | Hervorragende Synchronisation eines Charakters           |
| Outstanding Writing                          | Hervorragendes Buch                                      |
| Outstanding Editorial                        | Hervorragender Schnitt                                   |

### Sonderpreise
Diese Preise werden von einer Jury für Lebensleistungen oder besondere Errungenschaften vergeben.

#### Winsor McCay Award
Der Preis wird seit 1972 für Lebensleistungen im Bereich der Animation verliehen. Seit 1974 ist er nach Winsor McCay benannt.

#### June Foray Award
Seit 1995 wird dieser Preis für wohltätiges und gemeinnütziges Engagement in der Animationsbranche vergeben. Namensgeberin und erste Preisträgerin ist June Foray.

#### Certificates of Merit
Mit dieser Ehrung werden seit 1997 Institutionen und Personen ausgezeichnet, die sich in der Animation verdient gemacht haben.

#### Ub Iwerks Award
Der Preis wird seit 1999 für technische Durchbrüche und Errungenschaften in der Animation verliehen. Seit 2001 ist er nach Ub Iwerks benannt.

#### Special Achievement Award
Mit diesem Sonderpreis können seit dem Jahr 2000 Leistungen außerhalb der sonstigen Kategorien ausgezeichnet werden.

## Preisträger in der Kategorie „Bester Animationsfilm“
Die Trophäe wird seit 1992 vergeben.
| Jahr | Preisträger                                      | Deutscher Verleihtitel                                  | Produktion |
| ---- | ------------------------------------------------ | ------------------------------------------------------- | --- |
| 1992 | Beauty and the Beast                             | Die Schöne und das Biest                                | Walt Disney Pictures                                                                                                  |
| 1993 | Aladdin                                          | Aladdin                                                 | Walt Disney Pictures                                                                                                  |
| 1994 | The Lion King                                    | Der König der Löwen                                     | Walt Disney Pictures                                                                                                  |
| 1995 | Pocahontas                                       | Pocahontas                                              | Walt Disney Pictures                                                                                                  |
| 1996 | Toy Story                                        | Toy Story                                               | Pixar / Walt Disney Pictures                                                                                          |
| 1997 | Cats Don’t Dance                                 | Danny der Kater                                         | Turner Feature Animation David Kirschner Productions                                                                  |
| 1998 | Mulan                                            | Mulan                                                   | Walt Disney Feature Animation                                                                                         |
| 1999 | The Iron Giant                                   | Der Gigant aus dem All                                  | Warner Bros. Feature Animation                                                                                        |
| 2000 | Toy Story 2                                      | Toy Story 2                                             | Pixar Animation Studios / Walt Disney Pictures                                                                        |
| 2001 | Shrek                                            | Shrek – Der tollkühne Held                              | PDI / DreamWorks |
| 2002 | 千と千尋の神隠し (Sen to Chihiro no Kamikakushi) | Chihiros Reise ins Zauberland                           | Studio Ghibli |
| 2003 | Finding Nemo                                     | Findet Nemo                                             | Pixar Animation Studios                                                                                               |
| 2004 | The Incredibles                                  | Die Unglaublichen – The Incredibles                     | Pixar Animation Studios                                                                                               |
| 2005 | Wallace & Gromit: The Curse of the Were-Rabbit   | Wallace & Gromit: Auf der Jagd nach dem Riesenkaninchen | Aardman Animations / DreamWorks Animation                                                                             |
| 2006 | Cars                                             | Cars                                                    | Pixar Animation Studios                                                                                               |
| 2007 | Ratatouille                                      | Ratatouille                                             | Pixar Animation Studios                                                                                               |
| 2008 | Kung Fu Panda                                    | Kung Fu Panda                                           | DreamWorks Animation                                                                                                  |
| 2009 | Up                                               | Oben                                                    | Pixar Animation Studios                                                                                               |
| 2010 | How to Train Your Dragon                         | Drachenzähmen leicht gemacht                            | DreamWorks Animation                                                                                                  |
| 2011 | Rango                                            | Rango                                                   | Paramount Pictures und Nickelodeon Movies präsentieren eine Produktion von Blind Wink / GK Films                      |
| 2012 | Wreck-It Ralph                                   | Ralph reichts                                           | Walt Disney Animation Studios                                                                                         |
| 2013 | Frozen                                           | Die Eiskönigin – Völlig unverfroren                     | Walt Disney Animation Studios                                                                                         |
| 2014 | How To Train Your Dragon 2                       | Drachenzähmen leicht gemacht 2                          | DreamWorks Animation SKG                                                                                              |
| 2015 | Inside Out                                       | Alles steht Kopf                                        | Pixar Animation Studios                                                                                               |
| 2016 | Zootopia                                         | Zoomania                                                | Walt Disney Animation Studios                                                                                         |
| 2017 | Coco                                             | Coco – Lebendiger als das Leben!                        | Pixar Animation Studios                                                                                               |
| 2018 | Spider-Man: Into the Spider-Verse                | Spider-Man: A New Universe                              | Sony Pictures Animation                                                                                               |
| 2019 | Klaus                                            | Klaus                                                   | Netflix präsentiert eine Produktion von The Spa Studios and Atresmedia Cine                                           |
| 2020 | Soul                                             | Soul                                                    | Pixar Animation Studios                                                                                               |
| 2021 | The Mitchells vs. The Machines                   | Die Mitchells gegen die Maschinen                       | Sony Pictures Animation für Netflix                                                                                   |
| 2022 | Guillermo del Toro’s Pinocchio                   | Guillermo del Toros Pinocchio                           | Netflix präsentiert eine Produktion von Double Dare You! / Shadowmachine in Zusammenarbeit mit The Jim Henson Company |
| 2023 | Spider-Man: Across the Spider-Verse              | Spider-Man: Across the Spider-Verse                     | Sony Pictures Animation                                                                                               |